# ایستگاه متروی شهید بهشتی (تهران)
ایستگاه متروی شهید بهشتی ، یکی از ایستگاه‌های خط ۱ و خط ۳ مترو تهران است که در تقاطع خیابان شهید بهشتی و خیابان شهید مفتح قرار دارد.
مدیریت ایستگاه‌ها خط ۱، اکنون در این ایستگاه است.

## خطوط اتوبوسرانی
خطوط منتهی به پایانه اتوبوسرانی واقع در ضلع جنوبی این ایستگاه عبارتند از:
- خط ۲۰۹ پایانه شهید بهشتی به پل خاقانی
- خط ۲۱۲ پایانه شهید بهشتی به میدان امام حسین
- خط ۲۲۸ پایانه شهید بهشتی به بیمارستان پهلوی
- خط ۳۸۸ پایانه شهید بهشتی به پایانه مترو صادقیه